# Шанхайская епархия
Шанха́йская епа́рхия (кит. 上海教区) — каноническое, структурное и территориано-административное подразделение Китайской православной церкви, действовавшее с 1956 по 1966 года. После кончины епископа Шанхайского Симеона (Ду) кафедра вдовствует.
Кафедральный храм — Собор Пресвятой Богородицы «Споручницы грешных» в Шанхае.

## История
Епархия была учреждена 17 сентября 1922 года, как викариатство Пекинской епархии, а управляющим назначен Симон (Виноградов).
3 июня 1934 года на Шанхайскую кафедру был рукоположён епископ Иоанн (Максимович). При его участии в Шанхае были возведены кафедральный собор Пресвятой Богородицы «Споручницы грешных» и Свято-Николаевская церковь — храм-памятник Царю-Мученику.
В 1945 году русские православные епископы Китая перешли в подчинение Патриарзу Московскому и всея Руси, однако епископ Шанхайский Иоанн (Максимович), получив известия о том, что Архиерейский Синод РПЦЗ продолжает существовать, отказался подчиняться Московскому Патриархату и остался в ведении РПЦЗ. 15 января 1946 года архиепископ Китайский и Пекинский Виктор (Святин) прибыл в Шанхай и потребовал от епископа Иоанна (Максимовича) подчиниться епархиальному начальству и присоединиться к Московскому Патриархату, на что епископ Иоанн ответил отказом. Архиепископ Виктор предложил признать главенство Патриарха Алексия I собранию шанхайского духовенства. На протяжении 2 месяцев ситуация в русской колонии Шанхая оставалась неопределённой. Консульство СССР вело среди эмигрантов агитацию за принятие советского гражданства и возвращение в СССР. Архиепископ Виктор запретил епископ Иоанна, чему последний не подчинился. Шанхайская епархия раскололась: Численность патриаршей юрисдикции составила до 10 000, а «карловацкой» под управлением епископ Иоанна — до 5 000 человек. Первые все состояли в гражданстве СССР, последние оставались эмигрантами.
10 мая 1946 года епископ Иоанн был возведён Архиерейским Собором РПЦЗ в сан архиепископа и назначен правящим архиереем новоучрежденной Шанхайской епархии. 1 июня того же года архиепископ Иоанн получил официальный указ о своём назначении, известил об этом архиепископа Виктора и предложил ему покинуть соборный дом и Шанхайскую епархию. 15 июня архиепископ Виктор вручил архиепископу Иоанну указ Патриарха Алексия I об увольнении его с кафедры. Новым викарным Шанхайским епископом в юрисдикции Московского Патриархата был назначен епископ Ювеналий (Килин).
Архиепископ Иранн добился своего признания как главы всех русских православных приходов китайским правительством партии Гоминьдан и принял китайское гражданство. Архиепископ Виктор (Святин) был арестован гоминьдановцами, но после ходатайств архиепископа Виктора отпущен.
Наступление Красной армии Китая против войск Гоминьдана в Северном Китае в 1948 году вынудило многих русских эмигрантов, живших в Ханькоу, Пекине, Тяньцзине, Циндао и других городах страны, срочно перебираться в Шанхай. Их переездом в Шанхай и устройством там на временное жительство в бывших французских казармах на Рут Фрелюнт занималась подведомственная ООН Международная организация по делам беженцев. Так как Красная армия продолжала продвигаться к Шанхаю, Международная организация по делам беженцев обратилась к правительствам ряда стран с просьбой предоставить временный приют находившимся в общежитии на Рут Фрелюнт беженцам, а также русским эмигрантам и лицам некоторых других национальностей, постоянно проживавшим в Шанхае. На этот призыв откликнулась только Филиппинская республика, выделившая для временного поселения беженцев из Китая необитаемую часть острова Тубабао. Эвакуация беженцев из Шанхая на Тубабао началась в январе 1949 года и закончилась в начале мая того же года. Вместе с беженцами епархию покинул и её правящий архиерей епископ Иоанн (Максимович).
После массового исхода из Китая русских эмигрантов действующей осталась лишь Шанхайская епархия в ведении Московского Патриархата. Патриаршим указом от 22 августа 1950 года Шанхайская епархия в составе Восточно-Азиатского экзархата стала самостоятельной. 26 сентября 1950 года во епископа Шанхайского был рукоположён китаец Симеон (Ду).
Шанхайская епархия стояла перед острыми проблемами материального обеспечения: в 1952 году денежный доход епархии сократился на 60 % в основном из-за отъезда русских из Шанхая. Тем не менее в том году продолжилось издание «Церковного листка», была начата постройка Свято-Архангельского храма. В начале 1953 года положение настолько ухудшилось, что епархия встала перед проблемой содержания храмов. В Шанхае в это время жили около 200 русских, китайская паства не насчитывала и 70 человек. Единственным источником существования епархии служило очень небольшое пособие из Патриархии.
В декабре 1964 года центральное правительство запретило деятельность Православной церкви в Шанхае, после чего всякие публичные православные богослужения прекратились. В годы культурной революции священники и верующие были подвергнуты репрессиям.
В 2003 году на базе на себя Русского клуба Шанхая начала формироваться небольшая шанхайская православная община. 4 декабря того же голда прибывший из Гонконга священник Дионисий Поздняев совершил водосвятный молебен, 24 января — Всенощное бдение, а 25 января — Божественную Литургию. На богослужениях присутствовало в среднем от 15 до 20 человек.
9 марта 2008 года клирик РПЦ иерей Алексий Киселевич совершил богослужение в помещении Генерального консульства России в Шанхае, за которым молились и причащались Святых Тайн старейшие священнослужители Китайской Автономной Православной Церкви — иерей Михаил Ван и протодиакон Евангел Лу. Последним были вручены награды РПЦ в связи с 50-летием со дня дарования автономии Китайской Православной Церкви.

## Епископы
Шанхайское викриатство Пекинской епархии РПЦЗ
- 17 сентября 1922 — 26 июня 1931 — Симон (Виноградов)
- 21 октября 1932 — 1 марта 1933 — Виктор (Святин)
- 10 июня 1934 — 10 мая 1946 — Иоанн (Максимович)

Шанхайская епархия РПЦЗ
- 10 мая 1946 — 27 ноября 1950 — Иоанн (Максимович)

Шанхайское викриатство Пекинской епархии Московского Патриархата
- 15 июня 1946 — 12 мая 1947 — Ювеналий (Килин)

Шанхайская епархия Московского Патриархата
- 26 сентября 1950 — 3 марта 1965 — Симеон (Ду)
- 17 февраля 1997 — 5 декабря 2008 — Алексий II в/у, патриарх Московский и всея Руси
- с 6 декабря 2008 — Кирилл (патриарх Московский) в/у, патриарх Московский и всея Руси